# شعروية حمراء
الشعروية الحمراء (باللاتينية: Trichophyton rubrum) أحد أنواع الشعرويات.

## مقدمة
يعتبر هذا الفطر الأكثر شيوعاً في التسبب بمرض قدم الرياضي وحكة جوك و مرض القوباء الحلقية. أول ما وصف هذا الفطر في عام 1845 من قبل مالمستين. يتراوح معدل النمو لهذا الفطر من بطئ إلى سريع معتدل. يكون النسيج الفطري شمعي، أملس أو قطني. يكون الوجه الظاهري للمستعمرة أبيض إلى بيج مصفر أو أحمر بنفسجي. بينما يتلون الوجه السفلى للمستعمرة باللون الأصفر الشاحب، البني, أو البني المحمر. كما يعتبر هذا الفطر الأكثر تسبباً لمرض لعدوى الأظافر الفطرية من بين مجموعة الفطور الجلدية.

## أمراض الجلد الشائعة
- القوباء الحلقية
- قدم الرياضي و التي تدعى أيضاً Tinea pedis
- حكة جوك و كما تسمى Tinea cruris
- التهاب جريبات فروة الرأس وتدعى Tinea capitis
- التهاب جريبات الشعر في الذقن وتدعى Tinea barbae
- التهاب جريبات الشعر في الرجلين وتدعى Majocchi granuloma
- عدوى الأظافر الفطرية

## وصلات خارجية
- Mycology Unit at the Adelaide Women's and Children's Hospital
- Doctor Fungus